# 고마쓰정 (에히메현)
고마쓰정(小松町)은 에히메현 도요지방에 있던 정이다. 2004년 11월 1일, 사이조시, 도요시, 단바라정과 합병해 사이조시가 되어 소멸하였다.

## 역사
- 조몬 시대의 유적이 산재해 있다.
- 고분이 산재해 있다.
- 에도 시대에는 고마쓰 진야가 놓여져 고마쓰 번 이치야나기 가문 1만 석이 막부 말기까지 이 땅을 다스렸다.콘도 아쓰야마를 초청해 번교 '요세이칸'을 설치하는 등 교육을 중시하였다.
- 1889년 12월 15일 - 정촌제 시행에 수반해 고마쓰촌이 성립하였다.
- 1955년 4월 25일 - 고마쓰정, 이와네촌, 이시즈치촌의 합병에 의해 고마쓰정이 되었다.
- 2004년 11월 1일 - 사이조시, 도온시, 고마쓰정, 단바라정의 2시 2정의 신설합병에 의해 사이조시가 되어 소멸하였다.

## 교통

### 철도
- 시코쿠 여객철도 요산선

### 도로
- 마쓰야마 자동차도
- 국도 11호선
- 국도 196호선

## 출신인물
- 이즈카 미쓰노부